# Sunao Kasahara
Sunao Kasahara (født 21. juli 1989) er en japansk fodboldspiller, som spiller for den japanske fodboldklub Iwate Grulla Morioka.